# Chondracanthodes
Chondracanthodes – rodzaj widłonogów z rodziny Chondracanthidae. Nazwa naukowa tego rodzaju skorupiaków została opublikowana w 1932 roku przez amerykańskiego biologa morskiego Charlesa Brancha Wilsona.

## Podział systematyczny
Do rodzaju należą następujące gatunki:
- Chondracanthodes bulbosus Kabata, 1965
- Chondracanthodes deflexus C.B. Wilson, 1932
- Chondracanthodes radiatus (O.F. Müller, 1776)
- Chondracanthodes tuberofurcatus Kabata & Gusev, 1966